# Cristian Spachuk
Pas d'image ? Cliquez ici

a Compétitions nationales et continentales officielles uniquement.

b Matchs officiels uniquement.
Cristian Ruben Spachuk, né le 14 février 1981 en Argentine, est un joueur portugais de rugby à XV. Il joue avec l'équipe du Portugal entre 2005 et 2014, évoluant au poste de pilier.

## Statistiques en équipe nationale
- 47 sélections avec le Portugal
- 10 points (2 essais)
- 1er test match le 5 février 2005 contre la Géorgie
- Sélections par année : 4 en 2005, 13 en 2006, 9 en 2007, 2 en 2008, 5 en 2009, 2 en 2010, 4 en 2011, 4 en 2012, 2 en 2013 et 2 en 2014
- Coupe du monde de rugby à XV
  - 2007 : 4 matchs, 0 points.